# Klára Kovaříková
Klára Kovaříková (* 7. listopadu 1975 Praha) je česká divadelní a televizní herečka.

## Život
Klára Kovaříková se narodila 7. listopadu 1975 v Praze. Vystudovala pražskou Divadelní fakultu Akademie múzických umění. Věnuje se převážně herectví v divadlech, byla členkou plzeňského Divadla J. K. Tyla a aktuálně (v roce 2020) je členkou divadla Pluto. Na konzervatoři v Plzni také vyučuje. Do povědomí veřejnosti se dostala díky televizní vědomostní soutěži O poklad Anežky České, kterou spolu s Markem Ebenem moderovala.